# بوناتية (فصيلة)
البوناتية (الاسم العلمي: Bonnetiaceae) هي فصيلة من النباتات تتبع رتبة الملبيغيات من طائفة ثنائيات الفلقة.

## الأجناس
- البوناتية